# Tour Méditerranéen
A Tour do Mediterrâneo (em francês, Tour méditerranéen cycliste professionnel) (T.M.C.P.) foi uma corrida de ciclismo de estrada francesa de início de temporada. Tinha lugar no ínicio do ano no mês de fevereiro. Durante a sua existência de 1974 a 2014, tratava-se da segunda prova por etapas no território francês após o Estrela de Bessèges. De 2005 a 2014, fez parte do UCI Europe Tour em categoria 2.1.

## Histórico
Foi criado em 1974 pelo antigo ciclista, vencedor do Tour de France de 1966, Lucien Aimar, que assegurou a organização mais de 38 anos dirigida por Claude Escalon. Como consequência de diferendos com o conselho de administração da Liga Nacional de Ciclismo,  abandona o seu lugar e foi substituída a partir de 2013 por André Martres e Claude Primard. A edição 2015 foi anulada devido a prémios de corridas não pagas na a prova de 2014. Em março de 2015, Lucien Aimar obtém cerca do Tribunal de Grande Instância de Draguignan a rescisão do contrato de compra da prova a André Martres. Este último não tinha pago que uma parte dos 105 000 euros previstos durante a venda. Depois a corrida já não é organizada desde 2014.
A corrida consistia essencialmente num percurso nas estradas da região Provença-Alpes-Costa Azul mas também em algumas estradas italianas. O local mais elevado da volta é o monte Faron em Toulon, onde se decide a cada ano uma das etapas.
Em 2016, uma corrida por etapas com um organizador e um percurso diferente reapareceu nas mesmas datas sob o nome de «La Méditerranéenne».

## Palmarés

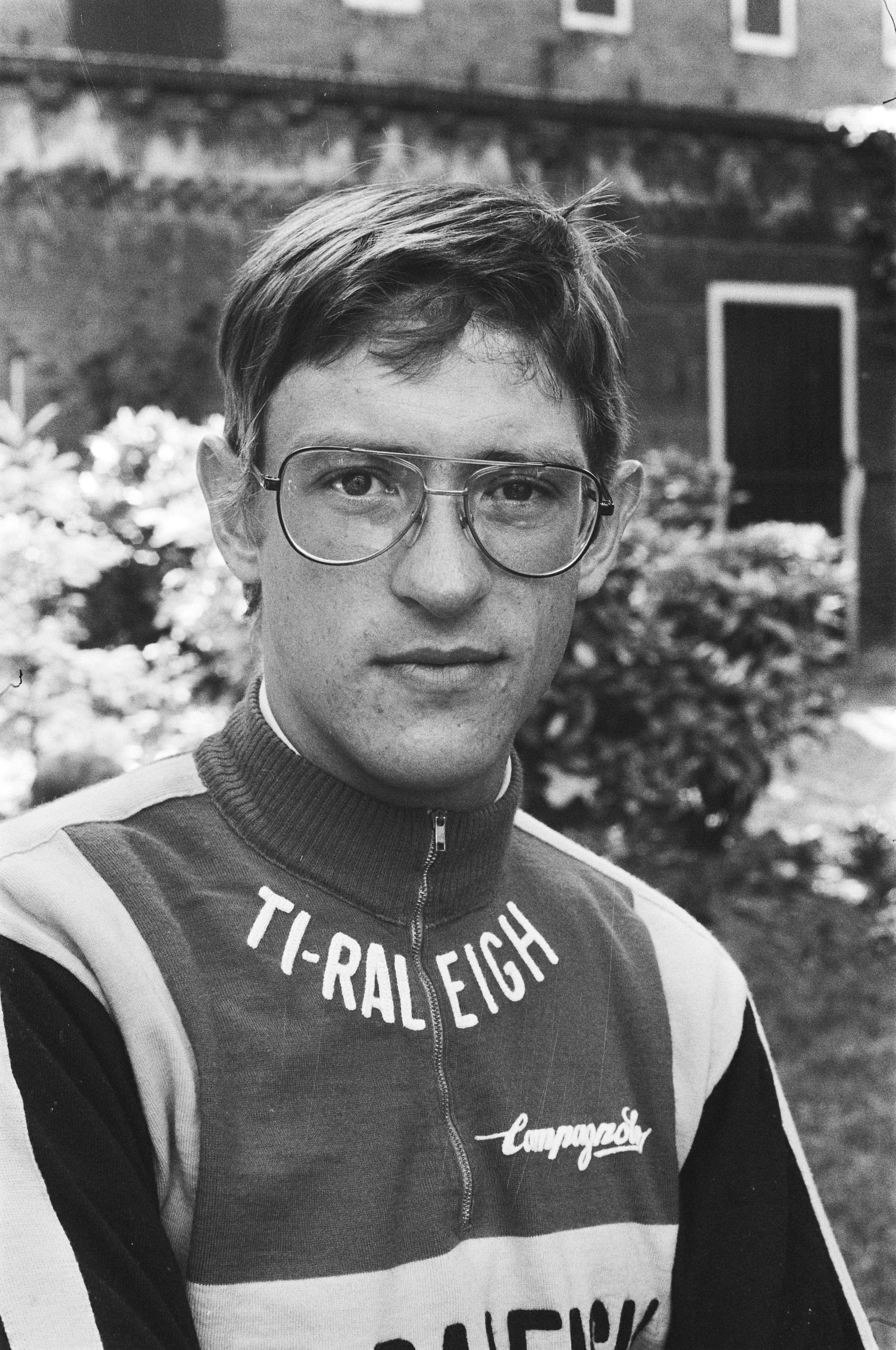
Gerrie Knetemann (aqui em 1977) detém o recorde de vitórias.

| Ano  | Ganhador               | Segundo                | Terceiro               |
| ---- | ---------------------- | ---------------------- | ---------------------- |
| 1974 | Charles Rouxel         | Cyrille Guimard        | Jacky Mourioux         |
| 1975 | Joseph Bruyère         | Bernard Labourdette    | Patrick Perret         |
| 1976 | Roy Schuiten           | Roland Salm            | Michel Laurent         |
| 1977 | Eddy Merckx            | Wilfried Wesemael      | Jean Chassang          |
| 1978 | Gerrie Knetemann       | Joseph Bruyère         | Jean-Luc Vandenbroucke |
| 1979 | Michel Laurent         | Gerrie Knetemann       | Adri Schipper          |
| 1980 | Gerrie Knetemann       | Henk Lubberding        | Michel Laurent         |
| 1981 | Stefan Mutter          | Graham Jones           | Marcel Tinazzi         |
| 1982 | Michel Laurent         | Greg LeMond            | Raniero Gradi          |
| 1983 | Gerrie Knetemann       | Joop Zoetemelk         | Steven Rooks           |
| 1984 | Jean-Claude Bagot      | Stephen Roche          | Stefan Mutter          |
| 1985 | Phil Anderson          | Éric Caritoux          | Stephen Roche          |
| 1986 | Jean-François Bernard  | Joël Pelier            | Jean-Marie Grezet      |
| 1987 | Gerrit Solleveld       | Eric Van Lancker       | Francesco Moser        |
| 1988 | Jan Nevens             | Charly Mottet          | Luc Leblanc            |
| 1989 | Tony Rominger          | Luc Roosen             | Roland Le Clerc        |
| 1990 | Gérard Rué             | Tony Rominger          | Viatcheslav Ekimov     |
| 1991 | Phil Anderson          | Tony Rominger          | Julián Gorospe         |
| 1992 | Rolf Gölz              | Ronan Pensec           | Laurent Madouas        |
| 1993 | Charly Mottet          | Heinz Imboden          | Pascal Lance           |
| 1994 | Davide Cassani         | Evgueni Berzin         | Laurent Brochard       |
| 1995 | Gianni Bugno           | Roberto Petito         | Davide Rebellin        |
| 1996 | Frank Vandenbroucke    | Fabio Baldato          | Wladimir Belli         |
| 1997 | Emmanuel Magnien       | Michele Bartoli        | Francesco Frattini     |
| 1998 | Rodolfo Massi          | Bo Hamburger           | Richard Virenque       |
| 1999 | Davide Rebellin        | Michael Boogerd        | Wladimir Belli         |
| 2000 | Laurent Jalabert       | Bobby Julich           | Jonathan Vaughters     |
| 2001 | Davide Rebellin        | David Moncoutié        | Laurent Brochard       |
| 2002 | Michele Bartoli        | Paolo Tiralongo        | Michael Boogerd        |
| 2003 | Paolo Bettini          | Laurent Brochard       | Sylvain Chavanel       |
| 2004 | Jörg Jaksche           | Ivan Basso             | Jens Voigt             |
| 2005 | Jens Voigt             | Fränk Schleck          | Franco Pellizotti      |
| 2006 | Cyril Dessel           | Alexandre Botcharov    | Pietro Caucchioli      |
| 2007 | José Iván Gutiérrez    | Ricardo Serrano        | Vladimir Efimkin       |
| 2008 | Alexandre Botcharov    | David Moncoutié        | Michael Albasini       |
| 2009 | Luis León Sánchez      | Jussi Veikkanen        | Daniel Martin          |
| 2010 | Rinaldo Nocentini.     | Maxim Iglinskiy        | Johnny Hoogerland      |
| 2011 | David Moncoutié        | Jean-Christophe Péraud | Wout Poels             |
| 2012 | Jonathan Tiernan-Locke | Michel Kreder          | Daniel Navarro         |
| 2013 | Thomas Lövkvist        | Jean-Christophe Péraud | Francesco Reda         |
| 2014 | Steve Cummings         | Jean-Christophe Péraud | Riccardo Zoidl         |